# Joscelin I. z Courtenay
Joscelin I. z Courtenay († 1131) byl křižáckým hrabětem z Edessy. Od roku 1113 byl také knížetem Galilejským a od roku 1115 lordem z Turbesselu. Za jeho vlády (od roku 1118 do roku 1131) bylo Edesské hrabství na vrcholu své slávy. Joscelinovy vojenské schopnosti držely vratké a rozšiřující se hranice hrabství pospolu.

## Život
Joscelin I. byl mladším synem Joscelina z Courtenay a Alžběty z Montlhéry. Do Svaté země dorazil s křížovou výpravou z roku 1101, která se konala v návaznosti na úspěšnou první křížovou výpravu. Brzy se stal jedním z nejdůležitějších členů doprovodu svého bratrance Balduina II., jenž byl v této době hrabětem z Edessy. Balduin ho jmenoval velitelem pevnosti Turbessel na Eufratu, která byla nejvýznamnější zahraniční základnou Edesského hrabství v boji proti Seldžukům.
V roce 1104 se po prohrané bitvě u Harranu ocitl spolu s Balduinem v moci muslimů a byl jimi tři roky držen v zajetí. V roce 1113 obdržel od jeruzalémského krále Balduina I. Galilejské knížectví.
Když se stal v roce 1118 Balduin II. nástupcem Balduina I. na postu monarchy v Jeruzalémském království, jmenoval Joscelina novým hrabětem z Edessy. Byla to zřejmě odměna za jeho podporu při volbě krále.
Joscelin byl roku 1122 opětovně zajat a když ho přišel Balduin II. osvobodit, dostal se rovněž do zajetí, takže se Jeruzalémské království ocitlo bez krále. Joscelinovi se však podařilo v roce 1123 uprchnout a poté dosáhl také Balduinova osvobození.
V roce 1125 se zúčastnil bitvy u Azazu, kde vyhráli křižáci nad mosulským atabegem.
Roku 1131 byl, během obléhání menšího hradu na severovýchodě města Aleppo, vážně zraněn, načež předal vládu nad hrabstvím svému synu Joscelinu II. Krátce potom dostal informaci, že danišmendovský emír Ghazi pochoduje proti městu a pevnosti Kaisun. Když jeho syn odmítl městu pomoci, přikázal své armádě, aby vyrazila na cestu, přičemž on sám bude nesen na nosítkách v čele svého vojska. Když se Ghazi dozvěděl o Joscelinově příchodu – možná si myslel, že už je mrtev – ukončil obléhání a své jednotky stáhl. Krátce po tom skutečně Joscelin zemřel.
Joscelin byl v prvním manželství ženatý s dcerou knížete Konstantina I. Arménského, v druhém s Marií ze Salerna, sestrou Rogera ze Salerna, regenta Antiochijského knížectví.